# Tomáš Hanák
Pour les articles homonymes, voir Hanák.
Tomáš Hanák, né le 27 mars 1957 à Kremnica, est un acteur, humoriste, présentateur et chanteur tchèque. 
Il est surtout connu pour ses rôles dans les films Cesta z města et Pasti, pasti, pastičky.

## Biographie
Tomáš Hanák voyage beaucoup durant son enfance. Il passe deux années avec ses parents à Cuba, où son père travaillait comme représentant des forces armées tchécoslovaques pour la mise en œuvre de contrats d'ingénierie. Il pratique l'aviron dès son plus jeune âge et, en tant que représentant de la République socialiste tchécoslovaque, se rend à plusieurs reprises dans des pays non socialistes. Il est plusieurs fois champion de la République socialiste tchécoslovaque. Après avoir obtenu son diplôme du Gymnázium Budějovická (cs) de Prague en 1976 et avoir tenté en vain d'intégrer la DAMU, il commence des études de commerce extérieur à l'Université d'économie. Il en est renvoyé, officieusement, pour avoir diffusé des textes anti-socialistes. 
Depuis 1977, Hanák travaille au Divadlo Sklep (cs) comme acteur et auteur. Il joue dans de nombreux films, publicités et émissions tchèques, notamment à la télévision tchèque. En 2005, il joue dans le film hollywoodien Les Frères Grimm et a également participé à l'émission de stand-up tchèque Na stojáka (cs). Vers la fin des années 1980, comme il l'avoue ouvertement, il commence à développer de graves problèmes d'alcool, qu'il traite en hospitalisation et en ambulatoire, notamment au centre de désintoxication de l'hôpital de Havlíčkův Brod. Le traitement est efficace et il est abstinent depuis 1994.
Hanák est également présentateur et participe à l'émission caritative Pomozte dětem. Il est membre du mouvement scout et dirige la fondation Řetěz lásky k dětem, qui lutte contre la hausse du tabagisme chez les enfants. Marié, père de trois enfants, il vit à Nižbor, où il tient un pub élégant dans une gare ferroviaire en bois rénovée. Il est également membre du conseil municipal.
Durant la campagne présidentielle de 2013, Hanák s'est fait remarquer par ses discours appelant Miloš Zeman et Jan Fischer à retirer leur candidature. Après la victoire de Zeman, il n'a pas caché son dégoût ; il a déclaré que Zeman n'était pas le président qu'il lui fallait et qu'il voyait dans le passage d'une république à une monarchie, à l'instar d'États d'Europe occidentale comme le Royaume-Uni et les Pays-Bas, la seule issue à l'impasse politique et à une représentation digne de l'État.

## Filmographie
- 1984 : Poklad hraběte Chamaré
- 1985 : ING
- 1986 : Chemikál
- 1987 : Bony a klid (cs)
- 1987 : Kopytem sem, kopytem tam de Věra Chytilová : Pepe
- 1989 : Pražská 5 (cs), téléfilm
- 1990 : Mrtvý les, Mrtvý les a jiný bulšit
- 1991 : Mí Pražané mi rozumějí
- 1992 : Náhrdelník, série
- 1993 : Tuzemský konzumní, série
- 1994 : Historky od krbu, série
- 1994 : Merci pour chaque nouveau matin : Lesik
- 1995 : Hodiny od Fourniera, téléfilm
- 1996 : Kamenný most (cs)
- 1997 : Zdivočelá země, série
- 1998 : Culex, Multicar Movie Show
- 1998 : Pasti, pasti, pastičky : Petr
- 1999 : Madame Quatre et ses enfants, téléfilm
- 2000 : Cesta z města : Honza
- 2001 : Rebelové, téléfilm
- 2002 : Angelina, téléfilm
- 2003 : Mazaný Filip : Philip Marlowe
- 2004 : Místo nahoře, série
- 2005 : Dobrá čtvrť, série
- 2005 : Les Frères Grimm de Terry Gilliam : le père d'Angelika
- 2006 : Místo v životě, série
- 2007 : Gympl : le père de Pavla
- 2008 : Soukromé pasti, série
- 2008 : Nestyda
- 2008 : Na vlky železa, téléfilm
- 2008 : Comeback, série
- 2009 : The Philanthropist, série
- 2009 : Nikdy neříkej nikdy, série
- 2010 : Špačkovi v síti času, série
- 2010 : Jseš mrtvej, tak nebreč, téléfilm
- 2011 : ČT Live - Žebřík, concert
- 2012 : Život je ples, série
- 2012 : Ztracená brána, téléfilm
- 2012 : Policajti z centra, série
- 2012 : Martin a Venuše
- 2012 : Koncert proti konci světa, concert
- 2012 : Cesta do lesa
- 2013 : Nevinné lži, série
- 2013 : PanMáma, sitcom
- 2015 : Lovci a oběti
- 2016 : Zoo, série
- 2018 : Doktor Martin: Záhada v Beskydech
- 2019 : Strážmistr Topinka, série
- 2020 : Osada, série
- 2021 : Cesta domů, téléfilm

### Documentaires
- 1991 : Míč, téléfilm
- 1999 : Rádio Limonádový Joe, téléfilm
- 2006 : 13. komnata Tomáše Hanáka, téléfilm
- 2011 : Do moře míst, série
- 2013 : Show Jana Krause, émission télévisée

## Discographie
- 1995 : Splašil se kůň našíř
- 2009 : Tomáš Hanák